# Musatwe
Musatwe är ett vattendrag i Burundi.   Det ligger i provinsen Makamba, i den sydvästra delen av landet, 110 km söder om huvudstaden Bujumbura.
Omgivningarna runt Musatwe är en mosaik av jordbruksmark och naturlig växtlighet. Runt Musatwe är det ganska tätbefolkat, med 214 invånare per kvadratkilometer.